# Masaharu Nishi
Masaharu Nishi (西 政治, Nishi Masaharu) est un footballeur japonais né le 29 mai 1977.

## Équipe nationale
- Équipe du Japon de football des moins de 20 ans
  - Participation à la Coupe du monde de football des moins de 20 ans 1997